# Pál Dárdai
Pál Dárdai (Pécs, 16 maart 1976) is een Hongaars voetbalcoach en voormalig voetballer. Dárdai is de trainer van Hertha BSC.

## Spelerscarrière
Dárdai kwam in de jeugd uit voor Pécsi Mecsek FC. Hij maakte ook zijn profdebuut voor de club in 1991. Na vier jaar in zijn thuisstad vertrok hij naar BVSC Boedapest. Met die club stond hij in de finale van de beker in 1996. Deze werd verloren van Honvéd FC, eveneens een club uit Boedapest. BVSC eindigde dat seizoen ook tweede in de competitie.
In 1997 tekende Dárdai voor de Duitse club Hertha BSC uit de hoofdstad Berlijn, dat toentertijd uitkwam in de 2. Bundesliga. In zijn eerste jaar promoveerde Dárdai direct naar de Bundesliga. In het seizoen 1998/99 eindigde Hertha als promovendus als derde. Op 13 november 2008 speelde Dárdai zijn 250ste wedstrijd in de Bundesliga in een met 1–0 gewonnen wedstrijd tegen Hoffenheim. Op 16 januari 2009 kreeg Dárdai een blessure aan zijn meniscus, toch werd zijn contract opgewaardeerd met één jaar op 28 mei dat jaar. Dit maakte hem de speler die het langst in dienst was van Hertha.

## Interlandcarrière
Dárdai kwam in 1996 uit voor het Hongaars voetbalelftal onder 21. Hij maakte op 19 augustus 1998 zijn debuut in het Hongaars voetbalelftal, in een vriendschappelijke wedstrijd tegen Slowakije. Hij maakte op 10 oktober 1998 zijn eerste interlandgoal, in een EK-kwalificatiewedstrijd tegen Azerbeidzjan.
| Interlanddoelpunten van Pál Dárdai voor Hongarije | Interlanddoelpunten van Pál Dárdai voor Hongarije | Interlanddoelpunten van Pál Dárdai voor Hongarije | Interlanddoelpunten van Pál Dárdai voor Hongarije | Interlanddoelpunten van Pál Dárdai voor Hongarije | Interlanddoelpunten van Pál Dárdai voor Hongarije |
| No.                                               | Datum                                             | Wedstrijd                                         | Score                                             | Uitslag                                           | Competitie                                        |
| Als speler bij Hertha                             | Als speler bij Hertha                             | Als speler bij Hertha                             | Als speler bij Hertha                             | Als speler bij Hertha                             | Als speler bij Hertha                             |
| ------------------------------------------------- | ------------------------------------------------- | ------------------------------------------------- | ------------------------------------------------- | ------------------------------------------------- | ------------------------------------------------- |
| 1.                                                | 10 oktober 1998                                   | Azerbeidzjan – Hongarije                          | 0–1                                               | 0–4                                               | EK 2000 kwalificatie                              |
| 2.                                                | 7 september 2002                                  | IJsland – Hongarije                               | 0–2                                               | 0–2                                               | Vriendschappelijk                                 |
| 3.                                                | 20 november 2002                                  | Hongarije – Moldavië                              | 1–1                                               | 1–1                                               | Vriendschappelijk                                 |
| 4.                                                | 30 mei 2006                                       | Engeland – Hongarije                              | 2–1                                               | 3–1                                               | Vriendschappelijk                                 |
| 5.                                                | 24 mei 2007                                       | Bosnië en Herzegovina – Hongarije                 | 0–3                                               | 1–3                                               | EK 2008 kwalificatie                              |

## Trainerscarrière
Dárdai startte zijn trainersloopbaan in het onder 15-elftal van Hertha BSC, samen met zijn assistenten Admir Hamzagic en Jochem Ziegert. Op 18 september 2014 werd Dárdai bondscoach van het Hongaars voetbalelftal. Hij weigerde echter om fulltime bondscoach te worden en liet hiermee zichzelf in staat om bij Hertha de jeugd te blijven trainen. Op 11 oktober 2014 debuteerde Dárdai als bondscoach van Hongarije in de EK 2016 kwalificatiewedstrijd tegen Roemenië in Boekarest (1–1). Drie dagen later won Hongarije onder Dárdai het tweede EK kwalificatieduel met 0–1 in Tórshavn van de Faeröereilanden. Op 9 december 2014 werd bekend dat Dárdai bondscoach zou blijven tot 30 november 2015.
| Interlands Hongarije onder leiding van bondscoach Pál Dárdai | Interlands Hongarije onder leiding van bondscoach Pál Dárdai | Interlands Hongarije onder leiding van bondscoach Pál Dárdai | Interlands Hongarije onder leiding van bondscoach Pál Dárdai | Interlands Hongarije onder leiding van bondscoach Pál Dárdai | Interlands Hongarije onder leiding van bondscoach Pál Dárdai |
| №                                                            | Datum                                                        | Plaats                                                       | Competitie                                                   | Wedstrijd                                                    | Uitslag                                                      |
| ------------------------------------------------------------ | ------------------------------------------------------------ | ------------------------------------------------------------ | ------------------------------------------------------------ | ------------------------------------------------------------ | ------------------------------------------------------------ |
| 1                                                            | 11.10.2014                                                   | Boekarest                                                    | EK-kwalificatie                                              | Roemenië – Hongarije                                         | 1–1                                                          |
| 2                                                            | 14.10.2014                                                   | Tórshavn                                                     | EK-kwalificatie                                              | Faeröer – Hongarije                                          | 0–1                                                          |
| 3                                                            | 14.11.2014                                                   | Boedapest                                                    | EK-kwalificatie                                              | Hongarije – Finland                                          | 1–0                                                          |
| 4                                                            | 18.11.2014                                                   | Boedapest                                                    | Vriendschappelijk                                            | Hongarije – Rusland                                          | 1–2                                                          |
| 5                                                            | 29.03.2015                                                   | Boedapest                                                    | EK-kwalificatie                                              | Hongarije – Griekenland                                      | 0–0                                                          |
| 6                                                            | 05.06.2015                                                   | Debrecen                                                     | Vriendschappelijk                                            | Hongarije – Litouwen                                         | 4–0                                                          |
| 7                                                            | 13.06.2015                                                   | Helsinki                                                     | EK-kwalificatie                                              | Finland – Hongarije                                          | 0–1                                                          |

Op 5 februari 2015 werd Jos Luhukay ontslagen bij Hertha BSC. Dárdai werd hierna aangesteld als interim-manager. Hij bekleedde zo tijdelijk een dubbelfunctie, aangezien hij ook bondscoach bleef van Hongarije. Dárdai debuteerde op 7 februari 2015 als hoofdcoach van de club, tegen 1. FSV Mainz 05 (2–0 winst). Hertha eindigde het seizoen als vijftiende, met een gelijk aantal punten als nummer zestien Hamburger SV (35). Omdat Hertha een beter doelsaldo had, -16 tegenover -25, ging niet Hertha, maar HSV naar de play-offs voor degradatie. Dárdai kon zich op 20 juli 2015 puur op Hertha gaan richten, doordat de Hongaarse voetbalbond Bernd Storck aanstelde als nieuwe bondscoach. Naar verluidt had het bestuur van Hertha bezwaar tegen de dubbelfunctie van Dárdai, die dus opstapte. Op 16 april 2019 werd bekend dat Dárdai aan het einde van het lopende seizoen zou terugtreden bij Hertha en weer een rol in de jeugdopleiding zou gaan vervullen. Op 25 januari 2021 werd Dárdai voor de tweede maal aangesteld als hoofdtrainer bij Hertha, hij tekende een contract tot medio 2022. De Hongaar volgde hiermee de ontslagen Bruno Labbadia op, die na een teleurstellende reeks werd ontslagen. Op 29 november 2021 werd hij ontslagen. In april 2023 werd hij wederom aangesteld als trainer van Hertha BSC.

## Privéleven
Dárdai is getrouwd en heeft drie zonen: Pál, Márton and Bence. Op 20 juli 2002, stierf Balázs Dárdai, Páls broer en middenvelder van FC Barcs, toen een ader sprong. De vader van de twee, eveneens genaamd Pál, was de coach en zag het gebeuren. Balázs werd 23 jaar oud.

## Erelijst (als speler)
| Kampioen 2. Bundesliga | 1x | 2010/11    |
| Ligapokal              | 2x | 2001, 2002 |

Individueel

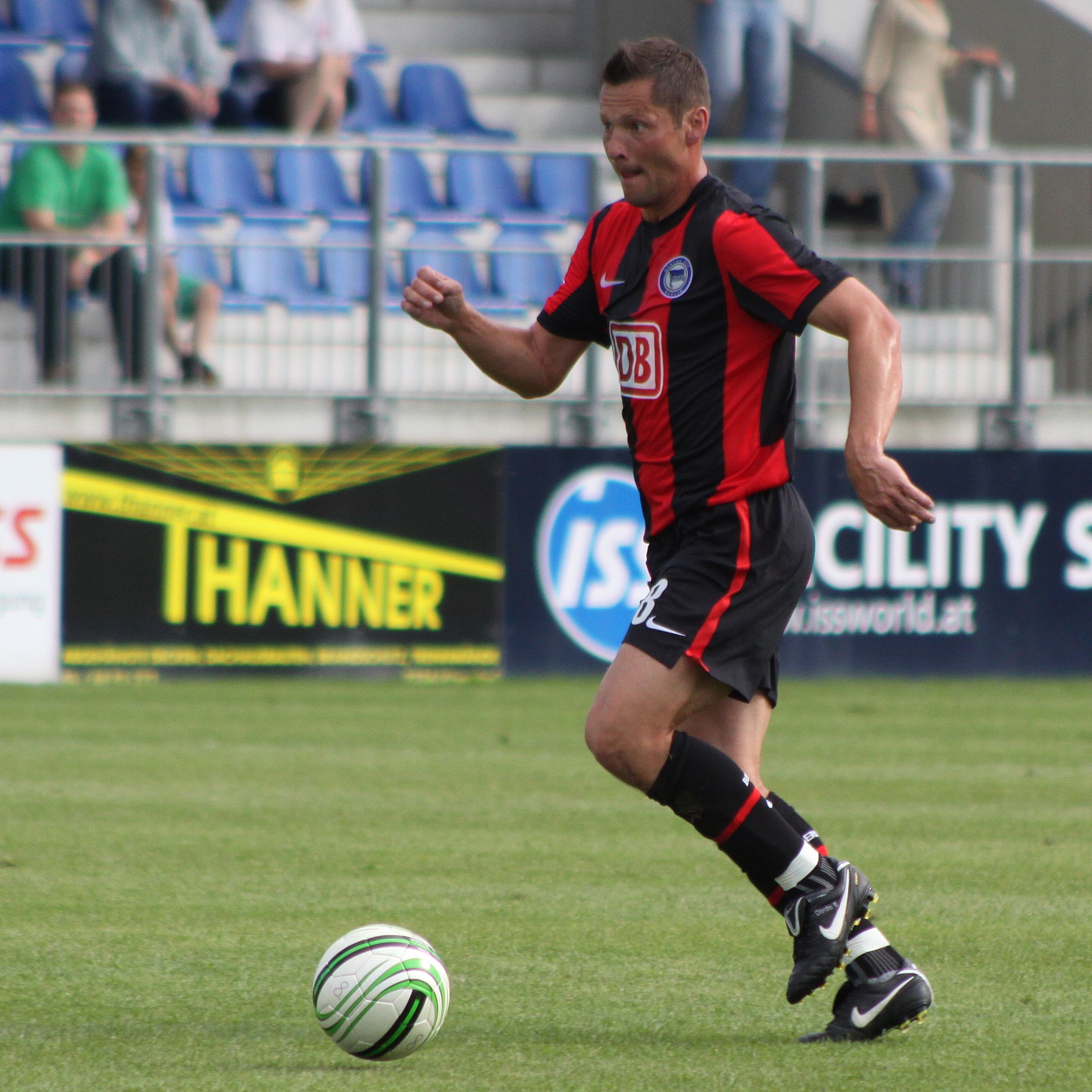
Dárdai in 2009 spelend voor Hertha BSC.

- Hongaars voetballer van het jaar: 2006